# Pierre Vigouroux
Ne doit pas être confondu avec Pierre Vigoureux.
Pour les articles homonymes, voir Vigouroux.
Pas d'image ? Cliquez ici

a Compétitions nationales et continentales officielles uniquement.

Pierre Vigouroux, né le 30 juin 1983 à Brioude (Haute-Loire), est un joueur français de rugby à XV qui évolue au poste de deuxième ligne.

## Biographie
Pierre Vigouroux naît à Brioude dans le département de la Haute-Loire en France. Il est le fils d'un ancien deuxième ligne du club de rugby à XV du SC Brioude.
Il joue lui aussi au rugby à XV au poste de deuxième ligne et intègre le centre de formation de l'ASM Clermont Auvergne avec qui il remporte le Championnat de France Reichel en 2004.
Après avoir fait ses débuts professionnels avec l'ASM Clermont, étant en manque de temps de jeu, il rejoint le Stade français Paris à partir de 2008.
Il rejoint par la suite le Lyon OU et arrête sa carrière professionnelle en 2012 à la suite d'une grave blessure à l'épaule due à un accident de moto.

## Palmarès

### En club
- Finaliste du championnat de France : 2007 et 2008 avec Clermont
- Vainqueur du Challenge européen : 2007
- Champion de France Reichel : 2004 (contre Montpellier)
- Champion de France Espoirs : 2006 (contre Brive)

### En équipe nationale
- Équipe de France des moins de 21 ans :
  - 2004 : participation au championnat du monde en Écosse[réf. nécessaire]
  - 2003 : 2 sélections (Angleterre, Écosse)[réf. nécessaire]